# 石首长江大桥
石首长江大桥，又称“石首长江公路大桥”，是位于中国湖北省石首市的一座公路斜拉桥，跨越长江，连接北岸的大垸镇和南岸的东升镇，是湖北省高速公路网规划的枣阳至石首高速公路的控制性工程。桥梁全长2,670米，其中主桥为双塔单侧混合梁斜拉桥，长1,440米，主跨820米。大桥按双向六车道高速公路标准建设，设计车速为100公里/小时，桥梁宽度33.5米。大桥估算总投资22亿元人民币，采用BOT（基础设施特许权）+EPC（投资、设计、施工、运营一体化招标）方式进行投资和建设。建设工期4-5年；收费期限不超过30年。

## 线路走向
大桥及接线工程，起点位于枣石高速公路潜江至江陵段与  103省道（汉沙线）的交叉点，向南与  219省道（荆新线）交叉，跨越长江北干堤进入石首境内，在横沟市镇西侧3.5公里与  220省道（秦黄线）交叉并设置互通；路线继续向南与人民大垸分洪区大堤交叉，穿越箢子口故道，于北碾村处跨越长江；路线跨越长江后，沿鸭子湖和黄家拐湖中间布线，跨越南长江干堤，在易家铺村与  221省道（公石线）交叉并设置互通；路线转向西南沿白莲湖西侧布线，终点位于石首市高基庙镇西侧与在建的岳阳至宜昌高速公路石首至松滋段相交，路线全长40.4731公里。

## 设计

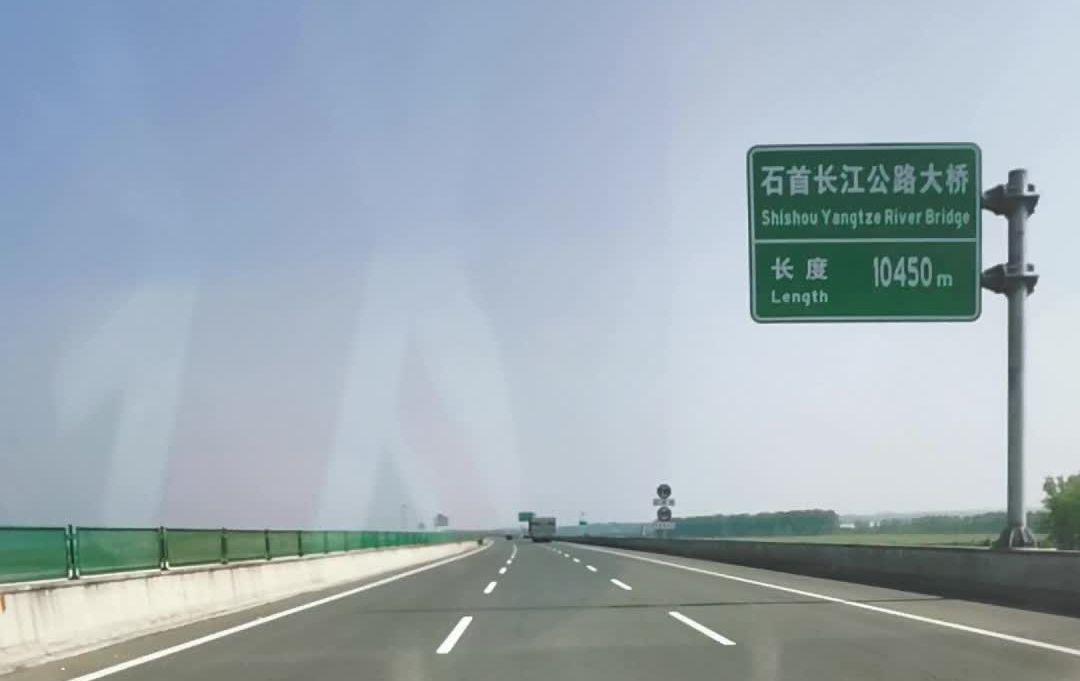
大桥路牌

大桥及接线工程包括长江大桥跨江段（含主桥、滩桥、跨堤桥）桥梁2,670米，北岸接线21.2734公里，南岸接线16.5297公里。跨江桥梁跨径布置为：（3×70米）预应力混凝土等截面连续箱梁＋（75+75+80米）+820米+（290+100米）双塔单侧混合梁斜拉桥+（11×60米）预应力混凝土等截面连续箱梁+（70米+2×75米+2×70米）预应力混凝土等截面连续箱梁，其中主桥斜拉桥长1,440米，主跨820米。
项目采用高速公路标准建设，设计车速为100公里/小时，线路在北岸接线与  220省道（秦黄线）交叉处（横沟互通）至南岸接线与  221省道（公石线）交叉处（石首东互通）之间的部分（含长江大桥）采用双向六车道标准，路基宽度为33.5米；线路的其他部分采用双向四车道标准，路基宽度为26米。六车道部分主线长19.088公里，四车道部分主线长21.3851公里。项目投资估算总金额为80亿元人民币。

## 进程
- 2010年10月28日，大桥及接线工程可行性研究合同签订。[5]
- 2012年8月，大桥工程可行性研究报告在武汉通过了湖北省专家组预审。[6]
- 2012年10月10日，大桥通航安全影响论证报告通过中华人民共和国交通运输部的专家评审。[7]
- 2013年8月2日，大桥及接线工程初测工作完成。[8]
- 2013年11月7日，大桥项目在武汉通过中华人民共和国交通运输部专家评审。[9]
- 2015年10月1日，大桥开始打下第一根桩基。[10]
- 2019年9月28日，大桥建成通车。[11]